# 塚田健一
塚田 健一（つかだ けんいち、1950年(昭和25年) - 2019年11月6日）は、日本の音楽学者、広島市立大学名誉教授、桐朋学園大学大学院教授。アフリカ音楽、音楽人類学専攻。

## 生涯
東京都生まれ。1975年東京芸術大学音楽学部楽理科卒、1978年同大学院音楽研究科音楽学修士課程修了、1981年インディアナ大学大学院人類学科文化人類学・民族音楽学修士課程修了、1988年ベルファスト・クイーンズ大学大学院社会人類学科民族音楽学博士課程修了、Ph.D.。1983-84年ザンビア大学アフリカ研究所客員研究員。1990年宮崎大学教育学部助教授、1994年広島市立大学国際学部教授。2014年、『アフリカ音楽学の挑戦　伝統と変容の音楽民俗誌』で田辺尚雄賞を受賞。

## 著書
- 『アフリカの音の世界 音楽学者のおもしろフィールドワーク』新書館、2000
- 『世界は音に満ちている 音楽人類学の冒険』新書館、2001
- 『アフリカ音楽学の挑戦　伝統と変容の音楽民俗誌』世界思想社、2014

### 共編著
- 『民族音楽概論』藤井知昭、山口修、水野信男、桜井哲男共編 東京書籍、1998
- 『はじめての世界音楽 諸民族の伝統音楽からポップスまで』柘植元一共編 音楽之友社、1999
- 『坂本龍一・塚田健一戦曲アフリカ伝統音楽』エイベックス・マーケティング、2012

## 参考
- [ISBN　4-403-23076-8]
- 広島市立大学